# Johann-Gottfried-Schnabel-Denkmal (Sandersdorf)
Das Johann-Gottfried-Schnabel-Denkmal in Sandersdorf zu Ehren von Johann Gottfried Schnabel wurde am 17. August 2024 eingeweiht.
Das Denkmal für den in Sandersdorf geborenen Schriftsteller schuf der Bildhauer Thomas Jastram. Es befindet sich direkt vor dem Rathaus von Sandersdorf-Brehna und besteht aus einem gotischen Bogen sowie einer davor stehenden Bronze-Plastik auf einem Postament. Diese Plastik zeigt Schnabel als Jungen mit einem Globus, den er in die Luft streckt, in der rechten Hand, und einem Lateinbuch in der linken Hand. Am Postament befindet sich zudem eine Gedenktafel. Gestiftet wurde das Denkmal vom Förderverein Johann Gottfried Schnabel e. V.
Jastram schuf im Auftrag desselben Vereins auch das Johann-Gottfried-Schnabel-Denkmal in Stolberg (Harz).